# Salon des femmes de lettres
Le Salon des femmes de lettres est un salon littéraire parisien créé et organisé depuis 2009 par l'association Cocktail & Culture. C'est l'occasion de remise de différents prix.

## Historique
Depuis 2009, ce salon réunit chaque année une soixantaine d'écrivaines à l’occasion d’une séance de dédicace ayant lieu le jeudi précédant la fête des Mères en France[réf. nécessaire]. À cette occasion, il est remis le prix littéraire Simone Veil, créé en 2012 et le prix des Femmes de Lettres créé en 2022. De 2014 à 2016, il est également remis le prix Vénus Khoury-Ghata de la poésie.

## Prix littéraire Simone-Veil et prix des Femmes de lettres
Le prix littéraire Simone-Veil est un prix littéraire français,, créé en 2012 récompensant l’auteur d'un ouvrage de littérature écrit par une femme (roman, essai, histoire) ayant comme intérêt principal de faire connaître ou de révéler une ou des femmes marquantes, engagée(s) ou non, de leur époque. Il doit faire écho à la personnalité, aux idées et travaux de Simone Veil ,,.

### Lauréates

#### 2024
- prix Simone Veil : Abnousse Shalman, J’ai péché, péché dans le plaisir ;
- prix des Femmes de Lettres : Cécile Chabaud, De Femme et d’Acier ;
- prix Simone Veil - Prix de la Mairie du 8e : Emmanuelle Favier, Le livre de Rose ;
- prix Cocktail & Culture ex æquo : Tatiana de Rosnay pour Poussière Blonde et Evelyne Bloch-Dano pour Violette et Stella.

#### 2023
- prix Simone-Veil : Félicité Herzog, Une brève libération[10] ;
- prix des Femmes de lettres : Julia Minkowski, Par-delà l'attente ;
- prix de la Mairie du 8e : Nicole Bacharan, La plus résistante de toutes ;
- coup de cœur du Jury : Elizabeth Gouslan, Scandaleuse Sarah.

#### 2022
- prix Simone-Veil : Yseult Williams, On l'appelait Maïco ;
- prix des Femmes de lettres : Justine Lévy, Son fils ;
- prix de la Mairie du 8e : Patricia Bouchenot-Déchin, J'ai l'énergie d'une lionne dans un corps d'un oiseau.

#### 2019
- prix Simone-Veil (ex æquo) : Mathilde Hirsch et Florence Noiville, Nina Simone, love me or leave me ;
- prix Simone-Veil (ex æquo) : Dominique de Saint-Pern, Edmonde ;
- prix de la Mairie du 8e : Vanessa Bamberger, Alto Braco.

#### 2018
- prix Simone-Veil : Yan Lan, Chez les yan, une famille au cœur d'un siècle d'histoire chinoise  ;
- prix coup de cœur du jury 2018 : Séverine Auffret, Une histoire du féminisme ;
- prix de la Mairie du 8e : Marion Van Renterghem, Angela Merkel, l’ovni politique.

#### 2017
- prix Simone-Veil : Theresa Révay, La vie ne danse qu'un instant[11] ;
- prix Simone-Veil, catégorie essai : Sabine Melchior-Bonnet, Les Grands Hommes et leur mère[12] ;
- prix spécial du jury : Marie-Ève Lacasse, Peggy dans les phares[réf. nécessaire] ;
- prix de la Mairie du 8e : Diane Ducret, Les Indésirables[réf. nécessaire].

#### 2016
- prix Simone-Veil : Isabelle Spaak, Une allure folle[réf. nécessaire] ;
- prix spécial du jury : Christel Mouchard, Gertrude Bell, archéologue, aventurière, agent secret[réf. nécessaire] ;
- prix spécial de la Mairie du 8e : Alexandra Lapierre, Moura, La mémoire incendiée[réf. nécessaire] ;
- mention spéciale : Sarah Briand, Simone Veil, éternelle rebelle[réf. nécessaire].

#### 2015
- prix Simone-Veil :Tania de Montaigne, Noire – la vie méconnue de Claudette Colvin[13],[14],[15] ;
- prix spécial du jury : Laure Hillerin, La comtesse Greffulhe – l’ombre des Guermantes[13],[14],[15] ;
- prix spécial de la Mairie du 8e : Natacha Henry, Les Sœurs Savantes – Marie Curie et Bronia Dluska[13],[14],[15].

#### 2014
- prix Simone-Veil : Pascale Hugues, La Robe de Hannah - Berlin 1904-2014 ;
- prix spécial du jury : Emmanuelle de Boysson, Le Temps des femmes - Oublier Marquise[16] ;
- prix spécial de la Mairie du 8e : Élisabeth Barillé, Un amour à l'aube - Amedeo Modigliani et Anna Akhmatova[réf. nécessaire].

#### 2013
- prix Simone-Veil : Isabelle Stibbe, Bérénice 34-44[réf. nécessaire] ;
- prix spécial du jury : France Cavalié, Restons-en là[réf. nécessaire].

#### 2012
- prix Simone-Veil : Françoise Héritier, Le Sel de la Vie[17];
- prix spécial du jury : Dominique Bona, Les Sœurs Rouart[17].

## Prix Vénus Khoury-Ghata de la poésie
Au cours du Salon des Femmes de Lettres est également remis le prix Vénus Khoury-Ghata de la poésie, un prix littéraire international, créé en 2014 conjointement par l’association Cocktail & Culture et les Librairies Fontaine et qui récompense une œuvre poétique. Il est doté financièrement et le trophée est réalisé par Marie-Laure Viebel.
En 2014, le jury est composé de Vénus Khoury-Ghata (présidente), Thierry Clermont, Seyhmus Dagtekin, Erika Duverger, Jean Orizet, Cécile Oumhani et Pascal Payen-Appenzeller. La lauréate du prix Vénus Khoury-Ghata 2014 est Marie Huot pour Une Histoire avec la bouche.
En 2015, le jury est composé de Vénus Khoury-Ghata (présidente), Claude Ber, Pierre Brunel, Seyhmus Dagtekin, Erika Duverger, Loïc Finaz, Rachid Koraïchi, Cécile Oumhani et Pascal Payen-Appenzeller. La lauréate du prix Vénus-Khoury Ghata 2015 est Caroline Boidé pour Pivoine aux Poings Nus.
En 2016, le jury est composé de Pierre Brunel (président), Claude Ber, Caroline Boidé, Erika Duverger, Vénus Khoury-Ghata, Marie Huot et Cécile Oumhani. La lauréate du prix Vénus-Khoury Ghata 2016 est Anne Lorho pour Histoire de corps. Une mention spéciale a été attribuée à Jacqueline Merville pour Ces pères-là.

## Autrices reçues
Des autrices ont été conviées durant la première édition ayant eu lieu le 25 juin 2009 à l'hôtel Atala, et la seconde édition ayant eu lieu le 9 juin de l'année suivante au Cercle national des armées : 

## Exposition
En complément, en 2011, une exposition nommée Les femmes et la diversité au cœur de la République, organisée en partenariat avec les Marianne de la diversité et l'Association des maires de France, se déroule au cours du Salon.